# Кольо Радев – Черкеза
Кольо Радев Рачев – Черкеза е български революционер, участник в Ботевата чета.

## Биография
Семейството на Кольо Радев Рачев живее във Вишовград, преди да се премести в в Бяла черква, Търновско, където се ражда и самият той през 1850 г., като четвърто дете в семейството. Ученик е на революционера Бачо Киро, който играе решаваща роля за семейството, неговите братя - Тодор Радев и Петко Радев също са участници в Четата на Бачо Киро по време на Априлското въстание. Обсадени в Дряновския манастир от ордите на Фазлъ паша, те загиват геройски в неравната битка за Дряновския манастир. От свещеник Петко Франгов, също четник на Бачо Киро,  Кольо научава за гибелта на двамата си братя. Бачо Киро, учителят им, е заловен и с достойното си поведение печели симпатиите и на противниците си в съда. Един турчин прави опит да спаси живота му, като го изкара невменяем, с психически отклонения. Но Киро Петров Занев, заявява пред всички на висок глас и на чист турски: „Пушка на рамо турих, правдата си да диря излязох, въжето си на врата сам метнах!“. Неговият ученик Кольо Радев убива за отмъщение двама черкези. Оттам възниква неговият прякор – Кольо Черкеза. Черкезите са били особено жестоки мародери по време на Османската империя.Смъртта на двамата му братя се отразява тежко на семейството и той напуска училище, за да започне работа в цигларницата на един грък. Буйният характер на момчето станал причана да бъде изгонен от работа и да замине за гр. Русчук (днешно Русе). Там заедно с Георги Каназирски попадат в дома на баба Тонка Обретенова. По-късно двамата се прехвърлят във Влашко и през март същата година Кольо работи в чифлика на Рафаил Атанасов, председател на революционния комитет в Галац. Чрез неговото посредничество, той се записва в Ботевата чета и с още двама белочерковци се качва на кораба "Радецки" от пристанище Турну Мъгуреле. На 17 май слиза на Козлодуйския бряг. Взема участие във всички сражения на четата по героичния ѝ път от гр. Козлодуй до връх Околчица. След като четата е разбита, Кольо Радев със съселянина си Димитър Генчев–Мичо водят престрелка с турска потеря, при която приятелят му загива. Заедно с още двама четници (Димитър Векилов от Копривщица и друг неизвестен от Свищов) се укриват известно време по кошарите, след което се отправят към родните си места. Арестувани са и са изпратени в София. После са освободени, но пътувайки за Търновско отново са арестувани и закарани в Ловеч. Там са разпитвани и препратени към Търново. Имало е заповед по пътя да бъдат убити, но с хитрост успели да се спасят. Вероятно Кольо Радев отново е емигрирал в Румъния, защото през 1877 г. той преминава р. Дунав заедно с руските войски и влиза в Търново като преводач на освободителите, под командването на генерал Михаил Драгомиров. Включва се в Освободителната война като опълченец. Записан е като Никола Радев във Втора дружина – първа рота, на 22 май 1877 г. На 7-8 юли Кольо Радев влиза в старата българска столица Търново, вероятно с източната руска колона. Участва в битките за освобождението на Свищов и Велико Търново. 
До 1880 г. живее в Бяла черква, като отглежда сирачетата на двамата си загинали братя. По късно се преселва в Павликени, където се занимава с керемидчийство. Записва се като доброволец в Сръбско–българската война на 35-годишна възраст. Според рапорт на командващия Втора доброволческа дружина, Черкеза е служил от 15 октомври до 21 декември 1885 г. и е участвал в похода до Пирот като доброволец. През 1898 г. става един от основателите на Поборническо–опълченското дружество в Бяла черква, което разгръща широка родолюбива дейност. 
През 1900-ната година, се заселва в Бяла Слатина. Занимава се с мелничарство, земеделие, градинарство, керемедчийство. Жени се и има няколко деца. До ден днешен, негови наследници живеят в Бяла Слатина. Една от дъщерите му се казвала Мария, тя ражда покойния Христо Фенерски, баща на Димитър Фенерски и два пъти прадядо на писателя Николай Фенерски, който живее със семейството си в Бургас, негова два пъти правнучка е и председателката на НПО – Сдружение „Първи юни“ – Наталия Фенерска.
"Най-голямото признание" , което получава, е почетното място на тържествата за петдесет годишнината от гибелта на Христо Ботев през 1926 г. Кольо Радев Рачев–Черкеза умира на 7 юни, 1927 г. на 77 години, след операция в Александровската болница. Като революционер и заслужил гражданин, е погребан в църковния двор на енорийския храм "Света Параскева" в Бяла Слатина. В храма са включени и историческа справка и снимки на Ботевия четник Кольо Черкеза. В днешни дни, в гр. Бяла Слатина има улица, носеща неговото име.